# Farah Palmer
Farah Rangikoepa Palmer (Waitomo, 27 de noviembre de 1972) es una exjugadora neozelandesa de rugby que se desempeñaba como hooker. En 2014 fue introducida al Salón de la Fama de la World Rugby.

## Selección nacional
Jugó 35 partidos con Nueva Zelanda desde su debut en 1996 a su retiro en 2006 y marcó 25 puntos.

### Participaciones en Copas del Mundo
Disputó tres Copas del Mundo desde Países Bajos 1998 a Canadá 2006.
| Mundial                                | Sede         | Resultado | PJ | Tries |
| -------------------------------------- | ------------ | --------- | -- | ----- |
| Copa Mundial Femenina de Rugby de 1998 | Países Bajos | Campeona  | ?  | ?     |
| Copa Mundial Femenina de Rugby de 2002 | España       | Campeona  | ?  | ?     |
| Copa Mundial Femenina de Rugby de 2006 | Canadá       | Campeona  | ?  | ?     |